# Hemithea duplicata
Hemithea duplicata là một loài bướm đêm trong họ Geometridae.